# Denizlispor
Denizlispor este un club de fotbal din Denizli, Turcia. Echipa susține meciurile de acasă pe Stadionul Denizli Atatürk cu o capacitate de 19.500 de locuri.

## Antrenori
| - Altan Santepe (1966–69) - Doğan Emültay (1969–72) - İnanç Toker (1972–73) - İsmail Kurt (1973–74) - Melih Garipler (1974–75) - Seracettin Kırklar (1975–76) - İnanç Toker (1976–77) - Șükrü Ersoy (1977–78) - Melih Garipler (1978–79) - Mustafa Özkula (1979–81) - Refik Özvardar (1981–82) - Halil Güngördü (1982–83) - Doğan Andaç (1982–83) - Nevzat Güzelırmak (1983–85) - Özkan Sümer (1985–86) | - Nihat Atmaca (1986–87) - Zeynel Soyuer (1987–88) - Fethi Demircan (1988–89) - Nihat Atacan (1989–90) - Bülent Ünder (1990–91) - Behzat Çınar (1991–92) - Melih Garipler (1991–92) - Ilker Küçük (1992–93) - Gündüz Tekin Onay (1992–93) - Ömer Kaner (1993–94) - Ümit Kayıhan (1994–96) - Behzat Çınar (1996–97) - Melih Garipler (1996–97) - Rașit Çetiner (1997–98) - Ersun Yanal (1998–2000) | - Tevfik Lav (2000–01) - Yılmaz Vural (2000–01) - Sakıp Özberk (2001–02) - Rıza Çalımbay (2001–03) - Giray Bulak (2003–05) - Nurullah Sağlam (2006) - Faruk Hadžibegić (2006) - Güvenç Kurtar (2006–08) - Ali Yalçın (2008) - Ümit Kayıhan (2008–09) - Mesut Bakkal (2009) - Erhan Altın (2009) - Nurullah Sağlam (2009) - Hakan Kutlu (2009–10) - Hamza Hamzaoğlu (2010–2011) - Yılmaz Vural (2011–) |

## Președinți
| - Dr. Samim Gök (1965–67) - Ahmet Bahan (1967–67) - Turan Bahadır (1968–69) - Ali Dartanel (1969–70) - Halil Narin (1969–70) - Ali Dartanel (1970–71) - Rafet Tavaslıoğlu (1970–71) - Turan Bahadır (1971–72) - Halil Narin (1971–72) - Ali Dartanel (1972–73) - İhsan Ölçer (1972–73) - Necati Dalaman (1973–74) - Hasan Gönüllü (1974–75) | - Mehmet Sevil (1975–76) - İhsan Ölçer (1976–77) - Yılmaz Kandemir (1976–77) - Kemal Bağbașlıoglu (1976–78) - Samim Gök (1978–79) - Nail Yıldız (1978–79) - Samim Gök (1978–79) - Nail Yıldız (1979–80) - Mehmet Eskicioğlu (1980–81) - Nail Yıldız (1980–81) - Selami Damgacı (1980–81) - Ahmet Dardar (1981–84) - Ali Dartanel (1983–84) | - Ahmet Dardar (1984–87) - Ali Baysal (1986–90) - Ali İpek (1990–91) - Ahmet Dardar (1991–93) - Ali Marım (1993–99) - Selami Urhan (1999–2000) - Mustafa Baysal (2000–03) - Zafer Katrancı (2003–05) - Ali İpek (2005–10) - Mehmet Özsoy (2010–) |